# Jagdschloss Podrosche
Das Jagdschloss Podrosche ist ein ehemaliges Jagdschloss in der Nähe von Podrosche, einem Ortsteil der Gemeinde Krauschwitz im Landkreis Görlitz in der sächsischen Oberlausitz. Es befindet sich rund anderthalb Kilometer südwestlich des Ortes im Sperrgebiet des Truppenübungsplatzes Oberlausitz und ist daher nicht öffentlich zugänglich.

## Geschichte und Architektur
Das Jagdschloss Podrosche wurde vermutlich in den 1860er Jahren für Friedrich von Oranien-Nassau gebaut und später von dem deutschen Reichstagsabgeordneten Traugott Hermann von Arnim-Muskau erworben. Dieser verkaufte das Schloss im Jahr 1897 an Ludwig Graf von Strachwitz. Die Grafenfamilie von Strachwitz wurde 1945 bei der Bodenreform in der Sowjetischen Besatzungszone enteignet. Die Rote Armee legte daraufhin einen ausgedehnten Truppenübungsplatz an. Der Truppenübungsplatz wurde später von der Nationalen Volksarmee und wird heute von der Bundeswehr genutzt. In dem Schloss werden Übungen für Häuserkämpfe durchgeführt, wodurch es im Grunde zerstört ist. Das Gebäude kann nicht öffentlich besichtigt werden.
Das Schloss Podrosche ist ein eingeschossiger Bau mit sechs Achsen. Das Gebäude hat einen zweiachsigen Mittelrisalit mit Dreiecksgiebel, der an den Seiten mit Lisenen und auf Geschosshöhe mit Gurtgesims gegliedert ist. Das Schloss hat ein Satteldach.